# Зуйська селищна рада
Зуйська́ се́лищна ра́да — адміністративно-територіальна одиниця та орган місцевого самоврядування в Білогірському районі Автономної Республіки Крим. Адміністративний центр — селище міського типу Зуя.

## Загальні відомості
- Населення ради: 10 235 осіб (станом на 2001 рік)

## Населені пункти
Селищній раді підпорядковані населені пункти:
- смт Зуя
- с. Баланове
- с. Барабанове
- с. Верхні Орішники
- с. Володимирівка
- с. Литвиненкове
- с. Нижні Орішники
- с. Петрове
- с. Українка

## Склад ради
Рада складається з 30 депутатів та голови.
- Голова ради: Лахін Андрій Олександрович
- Секретар ради: Долженко Олена Анаталіївна

### Керівний склад попередніх скликань
| Прізвище, ім'я, по батькові | Основні відомості                                                        | Дата обрання | Дата звільнення |
| --------------------------- | ------------------------------------------------------------------------ | ------------ | --------------- |
| Лахін Андрій Олександрович  | Селищний голова, 1962 року народження, освіта вища, член Партії регіонів | 26.03.2006   | 31.10.2010      |
| Лахін Андрій Олександрович  | Селищний голова, 1962 року народження, освіта вища, член Партії регіонів | 31.10.2010   |                 |

Примітка: таблиця складена за даними сайту Верховної Ради України

### Депутати
За результатами місцевих виборів 2010 року депутатами ради стали:

#### За суб'єктами висування
| Суб'єкт висування           | Кількість обраних депутатів | %    |
| --------------------------- | --------------------------- | ---- |
| Партія регіонів             | 15                          | 50   |
| Самовисування               | 14                          | 46,7 |
| Комуністична партія України | 1                           | 3,3  |

#### За округами
| № округу                    | Прізвище, ім'я, по батькові    | Дата визнання обраним | Освіта  | Партійна приналежність                  | Відомості про обраного депутата                       |
| --------------------------- | ------------------------------ | --------------------- | ------- | --------------------------------------- | ----------------------------------------------------- |
| Комуністична партія України |                                |                       |         |                                         |                                                       |
| 18                          | Гагаркін Володимир Васильович  | 05.11.2010            | середня | член Комуністичної партії України       | підприємство «Світоч», м. Сімферополь                 |
| Партія регіонів             |                                |                       |         |                                         |                                                       |
| 2                           | Лахіна Ніна Леонідівна         | 05.11.2010            | середня | член Партії регіонів                    | тимчасово не працює                                   |
| 3                           | Асанова Наталія Федорівна      | 05.11.2010            | середня | член Партії регіонів                    | тимчасово не працює                                   |
| 4                           | Колосюк Сергій Олександрович   | 05.11.2010            | середня | член Партії регіонів                    | тимчасово не працює                                   |
| 7                           | Брусілова Ольга Єгорівна       | 05.11.2010            | середня | член Партії регіонів                    | «Богатир», смт Зуя, завідувачка                       |
| 8                           | Долженко Олена Анатоліївна     | 05.11.2010            | середня | член Партії регіонів                    | Зуйська селищна рада, секретар                        |
| 12                          | Умеров Люман Шевкетович        | 05.11.2010            | середня | член Партії регіонів                    | приватний підприємець                                 |
| 14                          | Данієлян Армен Гарнікі         | 05.11.2010            | вища    | член Партії регіонів                    | приватний підприємець                                 |
| 19                          | Шиманська Тетяна Вікторівна    | 05.11.2010            | середня | член Партії регіонів                    | Зуйська селищна рада, бухгалтер                       |
| 22                          | Мінаков Валерій Володимирович  | 05.11.2010            | середня | член Партії регіонів                    | тимчасово не працює                                   |
| 23                          | Рибовалов Євген Олександрович  | 05.11.2010            | вища    | член Партії регіонів                    | Зуйська селищна рада, спеціаліст з землеустрою        |
| 26                          | Щепцова Галина Василівна       | 05.11.2010            | вища    | член Партії регіонів                    | тимчасово не працює                                   |
| 27                          | Політідіс Костянтин Данілович  | 05.11.2010            | вища    | член Партії регіонів                    | пенсіонер                                             |
| 28                          | Шабєдінова Джаміля Закаріяївна | 05.11.2010            | середня | член Партії регіонів                    | тимчасово не працює                                   |
| 29                          | Умеров Умер Мамутович          | 05.11.2010            | середня | член Партії регіонів                    | Зуйська селищна рада, водій                           |
| 30                          | Вахлін Сергій Юрійович         | 05.11.2010            | вища    | член Партії регіонів                    | пенсіонер                                             |
| Самовисування               |                                |                       |         |                                         |                                                       |
| 1                           | Абієв Умер Османович           | 05.11.2010            | середня | член Політичної партії «Сильна Україна» | тимчасово не працює                                   |
| 5                           | Ібрагімов Шевхі Мустафаєвич    | 05.11.2010            | середня | член Політичної партії «Сильна Україна» | приватний підприємець                                 |
| 6                           | Скіба Олександр Ігнатійович    | 05.11.2010            | середня | позапартійний                           | тимчасово не працює                                   |
| 9                           | Османов Ескандер Смаілович     | 05.11.2010            | вища    | позапартійний                           | тимчасово не працює                                   |
| 10                          | Євстратенко Олена Миколаївна   | 05.11.2010            | середня | позапартійна                            | приватний підприємець                                 |
| 11                          | Лобов Василь Васильович        | 05.11.2010            | середня | позапартійний                           | УТС, слюсар                                           |
| 13                          | Ібрагімов Ленур Асанович       | 05.11.2010            | вища    | позапартійний                           | «Ас-Єль», керівник                                    |
| 15                          | Аметова Нуріє Абдуллаївна      | 05.11.2010            | вища    | позапартійна                            | філія Ароматненської ДМШ, завідувач                   |
| 16                          | Парти Наріман Іскандерович     | 05.11.2010            | вища    | позапартійний                           | тимчасово не працює                                   |
| 17                          | Ходжидак Юрій Миколайович      | 05.11.2010            | середня | позапартійний                           | тимчасово не працює                                   |
| 20                          | Шабрат Тетяна Олексіївна       | 05.11.2010            | вища    | позапартійна                            | Зуйська загальносвітня школа № 1, заступник директора |
| 21                          | Ходикіна Ганна Василівна       | 05.11.2010            | вища    | позапартійна                            | відділ земельних ресурсів, спеціаліст сектору ДЗК     |
| 24                          | Абдуллаєв Небі Русланович      | 05.11.2010            | вища    | позапартійний                           | приватний підприємець                                 |
| 25                          | Зейнедінов Магдат Айдерович    | 05.11.2010            | середня | позапартійний                           | тимчасово не працює                                   |